# Nezbiše
Nezbiše so naselje v Občini Podčetrtek.